# Степанченко, Сергей Юрьевич
Серге́й Ю́рьевич Степа́нченко (род. 18 июня 1959, Татарск, Новосибирская область, РСФСР, СССР) — советский и российский актёр театра и кино, кинорежиссёр. Народный артист Российской Федерации (2005).

## Биография
Сергей Степанченко родился 18 июня 1959 года в Татарске, Новосибирской области. Прожил с 2-х лет до окончания школы в селе Черниговка, Приморского края.
Поступал в Хабаровский институт физкультуры. В 1982 году окончил актёрский факультет Дальневосточного государственного института искусств (курс Г. К. Рогова). До 1985 года служил в Сызранском драматическом театре, с 1985 года — в труппе театра «Ленком».
Снимался в фильмах «Ближний круг», «Чокнутые», «Солдат Иван Чонкин», «Жизнь в красном цвете»; сериалах «Next», «Сыщики» и других.
С 2005 до 2012 года был президентом международного кинофестиваля стран Азиатско-Тихоокеанского региона «Меридианы Тихого» во Владивостоке.
Жена — Ирина, дочь Екатерина, сын Юрий и внучка Соня.

## Театральные работы

### Ленком
- «Тиль» — Ламме
- «Дорогая Памела» — Полицейский
- «Королевские игры» — Томас Болейн
- «Безумный день, или Женитьба Фигаро» — Базиль
- «Мистификация» — Собакевич
- «Чайка» — Шамраев
- «Поминальная молитва» — Урядник (1989); Тевье (2021)
- «Ва-банк» — Прибытков Лавр Миронович
- «Город миллионеров» — Альфред
- «Вишнёвый сад» — Симеонов-Пищик
- «Затмение» — вождь
- «Пер Гюнт» — Пуговичник
- «Испанские безумства» — Альбериго
- «Небесные Странники» — Песоцкий
- «Фальстаф и принц Уэльский» — Фальстаф
- «Пролетая над гнездом кукушки» — вождь

### Антреприза
- «Клинический случай» (Артпартнёр XXI) — Хьюберт Бонни
- «Приворотное зелье» (Артпартнёр XXI) — Нича
- «Покровские ворота» (Театр имени М. Н. Ермоловой) — Савва Игнатьевич Ефимов
- «12» (Мастерская «12» Никиты Михалкова) — 11-й присяжный

## Фильмография

### Актёрские работы
1. 1989 — За прекрасных дам! — Игорь, жених Тани, студент-заочник
2. 1989 — Катала — любовник Лолы
3. 1990 — Анекдоты — председатель суда
4. 1991 — Чокнутые — Фёдор («Джакомо Пиранделло»)
5. 1992 — Сны о России — Борис, слуга Якова Невидимова
6. 1992 — Устрицы из Лозанны — Пётр
7. 1992—1994 — Горячев и другие — Николай
8. 1992 — Официант с золотым подносом — золотоискатель
9. 1993 — Предсказание — таксист
10. 1993 — Я сама — Гостин
11. 1994 — Жизнь и необычайные приключения солдата Ивана Чонкина — Плечевой
12. 1994 — Петербургские тайны — Гречка
13. 1996 — Линия жизни — Улук «Пеле»
14. 1996 — Привет, дуралеи! — Стёпа, телохранитель
15. 1997 — Шизофрения — прапорщик Кравчук, «вертухай»
16. 1998 — Две луны, три солнца (Россия, Украина) — Коростылёв
17. 1998 — Контракт со смертью — Серёжа
18. 1998 — Сочинение ко Дню Победы — Михалыч, сосед Ивана Дьякова
19. 1999 — Судья в ловушке — Сотмор
20. 1999 — Ультиматум — начальник милиции, «блатной»
21. 1999 — Д. Д. Д. Досье детектива Дубровского — Серафим Петрович Пряников, книгоиздатель
22. 1999 — Что сказал покойник — громила
23. 1999 — Развязка Петербургских тайн — Гречка
24. 1999 — Женщин обижать не рекомендуется
25. 2000 — Бременские музыканты & Co — Осёл-младший
26. 2001 — Next — «Санчо»
27. 2001—2006 — Сыщики — Егор Фомич Немигайло, лейтенант / старший лейтенант / капитан / майор милиции
28. 2001 — Мы сделали это! — Борис, «крутой» дядя Даши, бизнесмен, хранитель семьи
29. 2001 — Конференция маньяков — эпизод
30. 2001 — Идеальная пара —
31. 2001 — Удар Лотоса — Ломоносов
32. 2002 — Next 2 — «Санчо»
33. 2001 — Вовочка — Дед Мороз
34. 2002 — О’кей! — «Ржавый»
35. 2002 — Неудача Пуаро — инспектор Дейвис
36. 2002 — Интимная жизнь Севастьяна Бахова — Леонид Викторович Битюгин
37. 2002 — Ледниковый период — «Барон», вор в законе
38. 2003 — Небо в горошек (Украина)
39. 2003 — Next 3 — «Санчо»
40. 2002 — Апокриф: музыка для Петра и Павла — Антон Антонович, пристав, который сочиняет музыку и параллельно пропажу золотых часов у Петра Ильича Чайковского
41. 2004 — Ловушка для полтергейста — домовой Федя / Матвей, хозяин квартиры
42. 2005 — Бриллианты для Джульетты — Терентьев
43. 2005 — Девять неизвестных — Никита Малышкин, участник игрового шоу
44. 2005 — Мошенники — Упревший, курьер
45. 2005 — Умножающий печаль — «Карабас», байкер
46. 2006 — Испанский вояж Степаныча — помощник генерала
47. 2006 — Не было бы счастья… — Дед Мороз
48. 2006 — Ералаш (выпуск № 193, сюжет «Первая победа»)[3] — отец мальчика
49. 2007 — Путейцы — Иван Бачурин
50. 2007 — Лузер — Василий
51. 2007 — Неуловимая четвёрка — Упревший, курьер
52. 2008 — Добрая подружка для всех
53. 2008 — Мины в фарватере — Мамонтов, контр-адмирал
54. 2008 — Москва улыбается —
55. 2009 — Правосудие волков — Ольшевский, сценарист
56. 2009 — В погоне за счастьем —  Станислав Иванович Фильчиков, криминальный авторитет
57. 2009 — Полиция Хоккайдо. Русский отдел (в производстве)
58. 2009 — Следы на песке — Андрей Владимирович Клочков, бизнесмен
59. 2010 — Вишневый сад (фильм-спектакль) — Симеонов-Пищик, помещик
60. 2010 — Универ (4 сезон) — Прохор Степаныч
61. 2011 — Утомлённые солнцем 2: Цитадель — водитель полуторки
62. 2011 — Ералаш (выпуск № 252, сюжет «С правилами не спорят!»)[4] — водитель Хаммера (в титрах — С. Степаненко)
63. 2012 — Олимпийская деревня — таксист
64. 2013 — Дед 005 — Родион
65. 2014 — Кавказская пленница! —  жулик «Бывалый»
66. 2014 — Земский доктор. Любовь вопреки — Борис Николаевич
67. 2014 — Тайна четырёх принцесс — стражник
68. 2015 — Алхимик. Эликсир Фауста — Игорь Сергеевич Смарченко, полковник КГБ
69. 2015 — Повелители снов — кондитер
70. 2015 — Криминальный блюз — Дон
71. 2015 — Смешная жизнь — Геннадий Стафский
72. 2016 — День выборов 2 — Пётр Сергеевич Потайчук, прокурор области
73. 2018 — Мятеж — Пётр Журавлёв
74. 2019 — Тобол — Чередов, воевода
75. 2019 — Прыжок Богомола — Иван Захарович Маркелов, комиссар государственной безопасности из Управления особых отделов НКВД СССР
76. 2019 — Формула мести — Геннадий Иванович Рюхин, капитан милиции, начальник отделения при ипподроме
77. 2020 — Про Лёлю и Миньку — папа Лёли и Миньки
78. 2021 — Угрюм-река — генерал
79. 2021 — Яблоня — Юрий Юрьевич, садовник
80. 2023 — Туда и обратно —
81. 2024 — Кукольный домик —
82. 2025 — 12 стульев — отец Фёдор
83. 2025 — Артек. Большое путешествие. 1812 —
84. 2025 — Анна Медиум — Жогов

### Киножурнал «Фитиль»
1. 1992 — Выпуск № 366 (новелла «Новое мышление») — Супцов, продавец в магазине
2. 1995 — Спецвыпуск № 394 (новелла «Полный кворум»)
3. 1996 — Выпуск № 398 (новелла «Знания силой») — бандит
4. 2001 — Выпуск № 411 (новелла «Намёк») — муж Клавы Морозовой
5. 2002 — Выпуск № 418 (новелла «Школа выжимания») — Бурдюгин, папа Эдика
6. 2004 — Выпуск № 12 (новелла «Взорванный мэр») — Пётр Иванович, мэр
7. 2005 — Выпуск № 43 (новелла «Лёд и пламень») — капитан милиции
8. 2006 — Выпуск № 74 (новелла «Меломаны»)

### Телеспектакли
1. 1989 — Бутерброд — священник
2. 1993 — Поминальная молитва — урядник
3. 2004 — Ва-банк — Лавр Мироныч Прибытков
4. 2005 — Безумный день, или Женитьба Фигаро — Базиль
5. 2005 — Королевские игры — Томас Болейн, королевский казначей
6. 2005 — Мистификация — Собакевич

### Режиссёрские работы
- 2009 — Следы на песке

## Дубляж
1. 2006 — «Астерикс и викинги» (Astérix et Obélix contre les vikings, Франция, Дания, анимационный) — Обеликс (Жак Франц)
2. 2007 — «Битва за планету Терра» (Battle for Terra, США, анимационный) — Генерал Хеммер (Брайан Кокс)
3. 2009 — «Мальчишник в Вегасе» (The Hangover, США) — Майк Тайсон — играет самого себя
4. 2009 — «Катись!» (Whip It, США) — Эрл Кэвендер (Дэниел Стерн)
5. 2011 — «Мальчишник 2: Из Вегаса в Бангкок» (The Hangover Part II, США) — Майк Тайсон — играет самого себя

## Озвучивание мультфильмов
1. 2004 — Про барана и козла — Медведь-пахан
2. 2004 — Столичный сувенир. Часть 1 — Саныч

## Общественная позиция
Сергей Степанченко поддержал военное вторжение России на Украину. Выступил перед участниками военного вторжения на Украину .

## Признание и награды
- Заслуженный артист Российской Федерации (30 августа 1996 года) — за заслуги в области искусства[6]
- Народный артист Российской Федерации (20 декабря 2005 года) — за большие заслуги в области искусства [1].
- Приз за главную мужскую роль в картинах, снятых для телевидения — VI открытый Российский фестиваль «Улыбнись, Россия!» (2005 г.).
- Премия Правительства Российской Федерации в области культуры — за спектакль «Пер Гюнт» в театре «Ленком» (2011)[7] .
- Знак отличия «За заслуги перед Владивостоком» 2-й степени[8].
- Орден Дружбы (28 марта 2019 года) — за большой вклад в развитие отечественной культуры и искусства, средств массовой информации, многолетнюю плодотворную деятельность[9].
- Орден «За заслуги в культуре и искусстве» (6 августа 2025 года) — за вклад в развитие отечественной культуры и искусства, многолетнюю плодотворную деятельность[10].